# Gillian Keegan
Gillian Keegan (Leigh, 13 marzo 1968) è una politica britannica, segretaria di Stato per l'istruzione nel governo Sunak.

## Biografia
Keegan ha trascorso molti anni all'estero lavorando nel settore bancario, informatico e manifatturiero, curando il marketing. Gillian Keegan è iscritta al partito conservatore e viene eletta al parlamento nel 2017, nel collegio di Chichester. Rimane alla Camera dei comuni fino al 2024, quando non risulta rieletta.